# 대강초등학교 (전북)
대강초등학교는 대한민국 전북특별자치도 남원시 대강면 사석리에 있는 공립 초등학교이다.

## 학교 연혁
- 1925년 5월 1일 대강공립보통학교로 개교
- 1938년 4월 1일 대강공립심상소학교로 개칭[1]
- 1941년 4월 1일 대강공립국민학교로 개칭[2]
- 1953년 10월 20일 대강국민학교로 교명 변경
- 1981년 3월 10일 병설유치원 개원
- 1991년 3월 1일 문창국민학교 통폐합
- 1995년 3월 1일 문덕국민학교 통폐합
- 1996년 3월 1일 대강초등학교로 교명 변경[3]
- 1998년 3월 1일 광덕초등학교 통폐합
- 2019년 3월 1일 제36대 최순철 교장 부임
- 2021년 1월 15일 제91회 졸업식(총 졸업생 5,013명)
- 2021년 3월 1일 초등 6학급(25명) 유치원 1학급 (4명)

## 참고 자료
- 대강초등학교 - 한국교육학술정보원 학교알리미